# Ricardo La Volpe
Ricardo Antonio La Volpe Quarchioni (Buenos Aires, 6 de febrero de 1952) es un exfutbolista y entrenador argentino. En su etapa como futbolista, se desempeñó como portero.

## Jugador
Debutó en el Club Atlético Banfield en 1971 y dos años después fue campeón de la segunda división de Argentina. En 1975 fue traspasado al Club Atlético San Lorenzo de Almagro, donde permaneció hasta 1979. En los azulgranas tuvo destacadas actuaciones, que le valieron ser convocado al seleccionado nacional. 
En 1979 viajó a México para fichar y defender el arco del Atlante hasta 1982. Su paso por este equipo fue exitoso, ya que contribuyó a que fueran líderes del torneo y llegaran hasta la final de la Liga 1981/82, cayendo en tanda de penales. Él atajó un tiro penal del rival y además pidió disparar, anotando su disparo. Pero no fue suficiente, porque sus compañeros erraron tres ejecuciones. Finalmente, La Volpe terminó su carrera como jugador en el Oaxtepec, donde permaneció hasta 1983. 

### Selección de Argentina
Formó parte de la selección campeona del Mundial de fútbol de 1978 dirigida por César Luis Menotti. Sin embargo, fue suplente de Ubaldo Fillol y de Héctor  Baley como tercer arquero, aunque no llegó a jugar ningún partido en el torneo.
 Torneos internacionales 
| Torneo                 | Equipo                 | Sede      | Resultado |
| ---------------------- | ---------------------- | --------- | --------- |
| Copa Mundial FIFA 1978 | Selección de Argentina | Argentina | Campeón   |

## Entrenador

### Oaxtepec y Ángeles de Puebla
En 1983 decidió colgar los guantes para dedicarse a la dirección técnica. Su primera experiencia fue con su último club como jugador activo: los Halcones de Oaxtepec. El equipo se encontraba comprometido con el descenso, pero logró mantener la categoría bajo su mando.
Para la siguiente temporada, el club fue vendido y cambió de sede y de nombre. La ciudad de Puebla fue su nuevo hogar y bajo el mote de Ángeles de Puebla, los guinda y blanco lograron permanecer en la Primera División.

### Atlante
En 1988 el propietario del Atlante, José Antonio García, lo invitó a tomar las riendas de los Potros, compartiendo responsabilidades con Rafael Puente. Su desempeño fue mejor de lo esperado, logrando ubicarse en el 2° lugar de la tabla general de la Liga 1988/89. Fueron eliminados en la liguilla por el título en la fase de grupos previa a la final.
Atlante (2ª etapa): Campeón
En 1991, el Atlante logró volver a la Primera División, y al ser propiedad del mismo dueño del Querétaro, se decide poner a Ricardo La Volpe al frente de los Potros de Hierro. En la Liga 1991/92 los azulgranas lograron hacer algo sin precedentes: a pesar de ser un equipo recién ascendido, fueron líderes de punta a punta de todo el torneo regular. En aquella temporada histórica fueron eliminados en cuartos de final de la liguilla por el campeonato por el Cruz Azul, con polémico arbitraje.
La revancha para La Volpe y sus pupilos llegó inmediatamente, y en la Liga 1992/93, tras ser el último clasificado para la liguilla por el título, eliminaron al Necaxa en cuartos de final, al León en semifinales y al Monterrey en la gran final, con un contundente global de 4-0, siendo el juego de vuelta en el Estadio Tecnológico de la capital de Nuevo León. Así, con el Bigotón, Atlante logró ser campeón de México tras 46 años de sequía.
La Volpe siguió al frente de los azulgranas hasta la temporada 1995/96. Tras la llegada de Hugo Sánchez al equipo atlantista, el vestidor se rompió por la reconocida rivalidad entre ambos personajes, reflejándose en los resultados del equipo.
Atlante (3ª etapa)
Para el Apertura 2012 Atlante, que presentababa problemas porcentuales, decidió contratar a La Volpe, esperando revivir viejas glorias. Los resultados fueron irregulares, terminando en la posición 14 de la tabla general. A inicios del Clausura 2013, el estratega anunció que se desvinculaba del club por motivos de salud.

### Guadalajara
Tras su buen trabajo en Atlante, las Chivas del Guadalajara decidieron contratar a La Volpe para dirigir al Rebaño Sagrado durante la Liga 1989/90. La experiencia fue negativa y el entrenador fue despedido a media temporada tras el bajo desempeño del equipo.
Guadalajara (2ª etapa)
El 1 de abril de 2014 Chivas lanzó una propuesta hacia La Volpe para dirigir al conjunto rojiblanco, La Volpe no se negó y aceptó la oferta.
El 30 de abril de 2014, de manera sorpresiva y en rueda de prensa, el presidente del club, Jorge Vergara anunció que La Volpe quedaba fuera del equipo por conducta inapropiada con una persona del personal médico del equipo.
El 7 de abril de 2015 se anunció que La Volpe podía volver a dirigir en el fútbol mexicano, tras ser liberado por el Guadalajara luego de finiquitar el pleito legal entre ambas partes.

### Querétaro
Tras mantener su buena relación con José Antonio García, para la Liga 1990/91 el empresario puso en manos del "Bigotón" al Querétaro. La franquicia era señalada como segura víctima del descenso; sin embargo, la logró mantener en el máximo circuito.

### América
Su gran papel con Atlante lo llevó a iniciar la era de los torneos cortos tomando los controles del América. Sin embargo, la relación laboral con los de Coapa fue demasiada corta, ya que los resultados no fueron los esperados, además de que bajo su mando, las Águilas sufrieron una goleada histórica de 5-0 en el clásico nacional ante las Chivas del Guadalajara, siendo el detonante para su salida.
América (2a. Etapa)
El 22 de septiembre de 2016 fue presentado como entrenador del América. El 24 de septiembre se estrenó con una victoria ante los Pumas de la UNAM 2-1 en el Estadio Azteca.
Luego de eliminar al Guadalajara en los cuartos de final del Apertura 2016 se enfrentó al Necaxa en la semifinal, empatando el juego de ida (1-1) y ganando el partido de vuelta en el Estadio Azteca 2-0 (Global 3-1). La final fue ante los Tigres de la Universidad Autónoma de Nuevo León, la cual pierde en un intenso y polémico partido en El Volcán.
Con el América disputó el Mundial de Clubes. En cuartos de final derrotó al campeón de Asia, el Jeonbuk de Corea del Sur, por 2-1. En semifinales su rival fue el Real Madrid. El campeón de Europa eliminó a las Águilas, al vencerlas 2 a 0.

### Atlas
En 1997 fue contratado por el Atlas de Guadalajara. El paso de La Volpe con los rojinegros se puede calificar de exitoso, ya que el club tapatío consiguió recuperar el protagonismo, logrando jugar su primera final de liga en la historia. Fue en el torneo Verano 1999, y el Atlas cayó tanda de penales ante el Toluca. El estratega argentino permaneció en el Atlas hasta 2001.
Atlas (2ª etapa)
Para el Clausura 2009 volvió a dirigir al Atlas de Guadalajara, club en el que es un auténtico icono, por lo que tras petición popular se concretó su retorno a los rojinegros. Sin embargo, a pesar del entorno positivo, los resultados no llegaron y el "Bigotón" no terminó el torneo en el banquillo atlista.

### Toluca
En 2001 llegó al Toluca. Su trayecto con los Diablos fue totalmente positivo, el compromiso era fuerte ya que los rojos acababan de ser permanentes protagonistas y de ganar 3 ligas en los últimos años. La Volpe logró plasmar su estilo de juego y los números fueron bastante buenos. En el Apertura 2002 fueron sublíderes del torneo, rompiendo marcas históricas del club. Ese equipo fue campeón; sin embargo, el título no aparece en el palmarés del entrenador, debido a que por el compromiso que adquirió el entrenador con la selección mexicana, no podía sentarse en la banca de los mexiquenses, por lo que Alberto Jorge fue quien apareció en el banquillo de la final por el campeonato.
En 2017, el Deportivo Toluca lo reconoció como uno de sus entrenadores históricos y campeones en el centenario de la institución.
Toluca (2ª etapa)
El 4 de marzo de 2019 fue nombrado entrenador del Toluca en sustitución de Hernán Cristante, dando inicio a su segunda etapa con el equipo.

### Selección de México

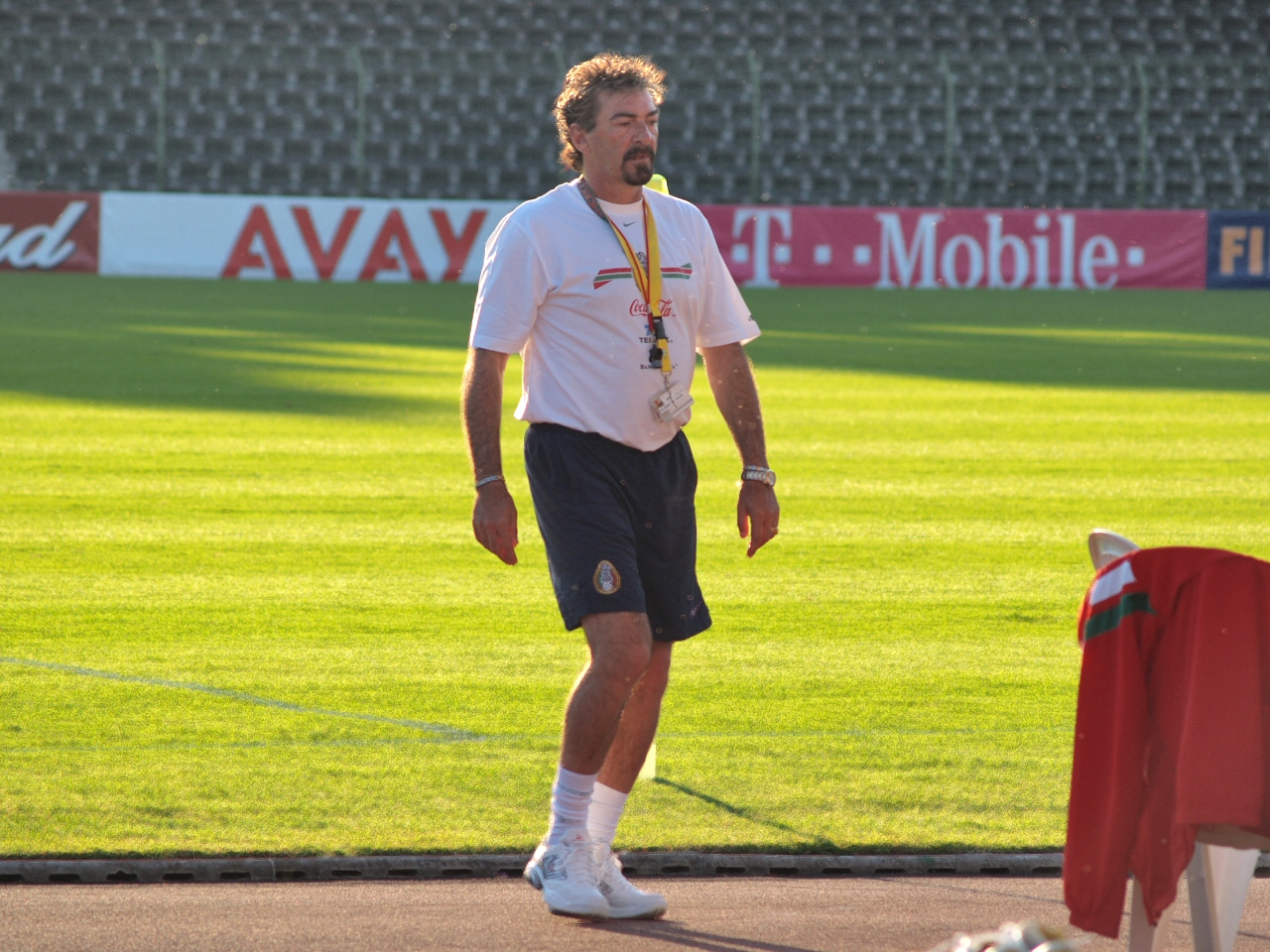
La Volpe durante un entrenamiento en Alemania 2006.

Fue director técnico de la Selección de México durante 4 años, accediendo al cargo a finales de 2002. Al mando del "Tri", ganó la Copa de Oro 2003. Durante la Copa Confederaciones 2005 se le recuerda por imprimir a la selección mexicana una filosofía de fútbol dinámico, con buen control de balón y atacando a los rivales. Dirigió a la selección azteca en la Copa del Mundo de Alemania 2006, perdiendo ante Argentina, su país natal, en el partido de octavos de final por 2 a 1 en tiempos extra. Fue sustituido por Hugo Sánchez al terminar el año.
 Torneos internacionales 
| Torneo                         | Equipo           | Sede           | Resultado        |
| ------------------------------ | ---------------- | -------------- | ---------------- |
| Copa Oro CONCACAF 2003         | Selección México | México         | Campeón          |
| Juegos Olímpicos 2004          | Selección México | Atenas         | Primera fase     |
| Copa FIFA Confederaciones 2005 | Selección México | Alemania       | Semifinal        |
| Copa Oro CONCACAF 2005         | Selección México | Estados Unidos | Cuartos de final |
| Copa Mundial FIFA 2006         | Selección México | Alemania       | Octavos de final |

### Boca Juniors
En julio de 2006, rechazó una oferta de Boca Juniors de Argentina que buscaba contratarlo como entrenador, alegando que después de 27 años de vivir en México, no conocía lo suficiente el fútbol argentino. Sin embargo, a raíz de la marcha de Alfio Basile (elegido para dirigir a la Selección Argentina) de la conducción del equipo xeneize a mitad del Apertura 2006, las negociaciones con La Volpe se reiniciaron y finalmente, con el apoyo de Diego Armando Maradona, La Volpe tomó las riendas de un equipo que se encontraba primero en la tabla de posiciones y que acababa de ganar los últimos 5 torneos que había jugado, contando nacionales e internacionales. Sin embargo, llevando cuatro puntos de ventaja sobre su escolta, Estudiantes de La Plata, a dos fechas de la finalización del torneo, Boca perdió los últimos dos cotejos del campeonato, terminando el certamen con 44 puntos, la misma cantidad que el pincharrata. Por primera vez en la historia de los torneos cortos de Argentina, se debió disputar una final entre los dos primeros equipos para definir al campeón. En el cotejo decisivo, disputado en el Estadio José Amalfitani, Estudiantes venció por 2-1. Tras la impensada derrota, La Volpe renunció a su cargo a pesar de la insistencia de los directivos para que continuara, siendo fiel a su promesa de renunciar si no conseguía el campeonato.

### Vélez Sarsfield
El 21 de diciembre de 2006, arregló su incorporación como entrenador de la primera división del Club Atlético Vélez Sarsfield, reemplazando justamente a Miguel Ángel Russo, quien fuera contratado por Boca Juniors. Al finalizar el Apertura 2007, dejó su puesto en Vélez Sarsfield debido a los malos resultados del equipo.

### Monterrey
Posteriormente, fichó por el Club de Fútbol Monterrey para el Torneo Clausura 2008, volviendo así a México. En su primer semestre, al frente de los Rayados, logró llevarlos a la liguilla, clasificando en el octavo lugar. En esa instancia dio la sorpresa al eliminar y golear al líder de la competencia, las Chivas Rayadas de Guadalajara. Así accedió a semifinales, donde fue eliminado por el Santos Laguna, a la postre campeón, en el Estadio Corona. El 8 de enero de 2009 en un comunicado de prensa, la página oficial del equipo informó que La Volpe ya no sería más director técnico del Club de Fútbol Monterrey.

### Selección de Costa Rica
El 24 de agosto de 2010 fue confirmado como técnico de la Selección de Costa Rica por el presidente de la Federación Costarricense de Fútbol, Eduardo Li, quien ya había sondeado su interés en el cargo tras la salida de Rodrigo Kenton en 2009, cuando finalmente se hizo cargo del seleccionado René Simoes. En enero de 2011 obtuvo el subcampeonato de la Copa Centroamericana, siendo la derrota en la final ante Honduras por 2-1, su primer revés al frente de la selección. Para el mes de junio de ese mismo año, el conjunto centroamericano enfrentó la Copa de Oro, y fue eliminado en cuartos de final por la misma Honduras en tanda de penales. También participó en la Copa América 2011 al frente de una selección sub-23, en la que quedó eliminada en la primera fase de la competencia, obteniendo una victoria frente a Bolivia (2:0), y dos derrotas ante Colombia (0:1) y Argentina (0:3). El 12 de agosto presentó su renuncia como director técnico de la selección tica tras el paupérrimo rendimiento y alegando la ausencia de "grandes figuras".
Torneos internacionales 
| Torneo                    | Equipo               | Sede           | Resultado        |
| ------------------------- | -------------------- | -------------- | ---------------- |
| Copa Centroamericana 2011 | Selección Costa Rica | Panamá         | Subcampeón       |
| Copa Oro CONCACAF 2011    | Selección Costa Rica | Estados Unidos | Cuartos de final |
| Copa América 2011         | Selección Costa Rica | Argentina      | Primera fase     |

### Banfield
El 27 de agosto de 2011 La Volpe fue oficialmente nombrado entrenador de Banfield por un año, tras la renuncia de Sebastián Méndez al mando del equipo, concretando su vuelta al club que lo vio nacer. Su gestión fue pobre a causa de varios factores, entre ellos la mala relación con sus jugadores, que influyeron en el mal desempeño del equipo, que finalizó en la última posición en el Torneo Apertura 2011. La Volpe acordó su desvinculación del club el 14 de diciembre de 2011 en un paso fugaz.

### Chiapas
El 28 de mayo de 2015, se anunció que Ricardo La Volpe sería el nuevo estratega de Chiapas FC. Allí logró calificar a la liguilla por el título del Apertura 2015, ocupando la posición número 4 de la tabla general. En cuartos de final fue eliminado por Tigres de la UANL, con un global de 1 - 3.

### Pyramids FC
El 17 de agosto de 2018 fue removido de su cargo de Asesor, para ser nombrado director técnico del Pyramids FC. El 26 de agosto, debutó con victoria de 3-1 sobre El Dakhleya.

## Estilo
Es un estratega muy estudioso de los rivales. El estilo de juego que busca imponer en sus equipos se basa en el esquema 5-3-2, variante inicial para pasar a un 3-5-2 en ataque sin enganche clásico, netamente ofensivo. También ha considerado jugar con cuatro defensores y tres delanteros, como ocurrió en su paso en Boca Juniors (con quien formó un 4-3-3). Una de sus frases es: "Si salís a ganar, ganás o empatás. Si salís a empatar, empatás o perdés". [cita requerida]

"A mi me gusta ganar convenciendo, soy partidario del buen fútbol, ganar por un penal o un tiro libre no me convence, me pone contento ganar pero no quedo satisfecho".
Ricardo La Volpe.

### Escuela lavolpista
A partir de su paso como director técnico del Atlante comenzó a marcar una clara influencia en varios de sus jugadores, que inspirados en el estratega argentino decidieron ejercer la carrera de director técnico al retirarse como futbolistas activos. A esta generación de entrenadores que tenían como principal base el estilo de juego del llamado "Bigotón" se le llamó la Escuela Lavolpista.
Pep Guardiola
Pep Guardiola ha declarado públicamente que el estilo de LaVolpe ha sido una de sus referencias, sobre todo en la salida con balón controlado, y ha elogiado al argentino en cuanta oportunidad ha tenido.

"De México siempre me ha gustado su forma de jugar; creo que es mucha influencia de Ricardo Antonio La Volpe. Siempre es un gusto ver a México porque tiene mucho respeto al jugar bien y estoy seguro que cada año, siendo un país tan grande y donde salen tantos jugadores, seguirá estando arriba por muchos años".
Pep Guardiola.

Barros Schelotto
Guillermo Barros Schelotto, exjugador y entrenador destacado en Argentina, ha declarado en repetidas ocasiones veces que Ricardo La Volpe está en el Top 3 de los entrenadores que más han influido en su manera de ver el fútbol.

"Carlos Bianchi, Carlos Griguol y Ricardo La Volpe, en ese orden". ¿Qué aprendió de cada uno? "Es difícil explicar qué tomé de cada uno. En general tengo un buen recuerdo de los tres".
Guillermo Barros Schelotto.

### Formación de jugadores
Ricardo La Volpe se ha caracterizado por ser un buen formador de jugadores, sabe detectar talentos y características para potenciar a jóvenes futbolistas. Los elementos más destacados serían Rafael Márquez y Andrés Guardado, ambos fueron proyectados con fuerza al ser dirigidos por el entrenador argentino.
- Rafael Márquez: Formó parte del Atlas que dirigió La Volpe y en 1999, gracias a la proyección obtenida en ese equipo, fue traspasado a Europa, concretamente al Mónaco. La carrera de Márquez es la más exitosa que ha tenido algún futbolista mexicano en cuanto a títulos se refiere en el Viejo Continente.

- Andrés Guardado: Siendo muy joven, Ricardo La Volpe lo convocó por primera vez a la Selección Mexicana que él dirigía. Dicha decisión fue muy criticada en su momento, pero el tiempo le dio la razón al entrenador y Guardado resultó ser una de las principales figuras mexicanas de los últimos 10 años. Después de jugar el Mundial del 2006, su club de origen (Atlas), lo vendió al Deportivo La Coruña, iniciando una exitosa carrera en Europa.[28]

## Trayectoria

### Como jugador
| Club        | País      | Año       |
| ----------- | --------- | --------- |
| Banfield    | Argentina | 1971-1975 |
| San Lorenzo | Argentina | 1975-1979 |
| Atlante     | México    | 1979-1982 |
| Oaxtepec    | México    | 1982-1983 |

### Como entrenador
Temporadas en la Liga MX
| Club                    | País       | Año       | PJ  | PG | PE | PP | Rendimiento |
| ----------------------- | ---------- | --------- | --- | -- | -- | -- | ----------- |
| Oaxtepec                | México     | 1983-1984 | 43  | 16 | 9  | 18 | 44.19%      |
| Ángeles                 | México     | 1984-1986 | 64  | 19 | 18 | 27 | 39.07%      |
| Atlante                 | México     | 1988-1989 | 52  | 24 | 13 | 15 | 54.48%      |
| Guadalajara             | México     | 1989      | 14  | 2  | 5  | 7  | 26.19%      |
| Querétaro               | México     | 1990-1991 | 46  | 9  | 16 | 21 | 31.16%      |
| Atlante                 | México     | 1991-1996 | 199 | 82 | 55 | 62 | 50.42%      |
| América                 | México     | 1996      | 10  | 5  | 1  | 4  | 53.33%      |
| Atlas                   | México     | 1997-2001 | 186 | 77 | 51 | 58 | 50.54%      |
| Toluca                  | México     | 2001-2002 | 57  | 29 | 19 | 9  | 61.99%      |
| Selección de México     | México     | 2002-2006 | 71  | 38 | 16 | 17 | 61.03%      |
| Boca Juniors            | Argentina  | 2006      | 17  | 10 | 2  | 5  | 62.74%      |
| Vélez Sarsfield         | Argentina  | 2007      | 45  | 20 | 9  | 16 | 51.11%      |
| Monterrey               | México     | 2008-2009 | 38  | 12 | 13 | 13 | 42.98%      |
| Atlas                   | México     | 2009      | 37  | 10 | 11 | 16 | 36.94%      |
| Selección de Costa Rica | Costa Rica | 2010-2011 | 19  | 5  | 8  | 6  | 40.36%      |
| Banfield                | Argentina  | 2011      | 14  | 3  | 2  | 9  | 26.19%      |
| Atlante                 | México     | 2012-2013 | 29  | 8  | 9  | 12 | 37.93%      |
| Guadalajara             | México     | 2014      | 4   | 1  | 1  | 2  | 33.33%      |
| Chiapas                 | México     | 2015-2016 | 48  | 13 | 12 | 23 | 35.41%      |
| América                 | México     | 2016-2017 | 41  | 17 | 13 | 11 | 52.03%      |
| Pyramids FC             | Egipto     | 2018      | 7   | 3  | 3  | 1  | 57.15%      |
| Toluca                  | México     | 2019      | 29  | 12 | 7  | 10 | 49.43%      |

| 1983-84 | Oaxtepec          | 15°        | No calificó      |
| 1984-85 | Ángeles de Puebla | 13°        | No calificó      |
| 1988-89 | Atlante           | 2°         | Semifinales      |
| 1989-90 | Guadalajara       | Cesado     |                  |
| 1990-91 | Querétaro         |            | No calificó      |
| 1991-92 | Atlante           | 1°         | Cuartos de final |
| 1992-93 | Atlante           | 10°        | CAMPEÓN          |
| 1993-94 | Atlante           | 6°         | Cuartos de final |
| 1994-95 | Atlante           | 10°        | No calificó      |
| 1995-96 | Atlante           | Cesado     |                  |
| Invierno 1996 | América           | Cesado     |                  |
| Invierno 1997 | Atlas             | 7°         | Cuartos de final |
| Verano 1998 | Atlas             | 4°         | Semifinales      |
| Invierno 1998 | Atlas             | 7°         | Semifinales      |
| Verano 1999 | Atlas             | 2°         | Subcampeón       |
| Invierno 1999 | Atlas             | 1°         | Semifinales      |
| Verano 2000 | Atlas             | 5°         | Cuartos de final |
| Invierno 2000 | Atlas             | 8°         | Semifinales      |
| Verano 2001 | Atlas             | 12°        | No calificó      |
| Invierno 2001 | Toluca            | 2°         | Semifinales      |
| Verano 2002 | Toluca            | 2°         | Cuartos de final |
| Apertura 2002 | Toluca            | 2°         | CAMPEÓN 1        |
| Clausura 2008 | Monterrey         | 8°         | Semifinales      |
| Apertura 2008 | Monterrey         | 14°        | No calificó      |
| Clausura 2009 | Atlas             | 13°        | No calificó      |
| Apertura 2012 | Atlante           | 14°        | No calificó      |
| Clausura 2013 | Atlante           | Renunció 2 |                  |
| Clausura 2014 | Guadalajara3      | 15°        | No calificó      |
| Apertura 2015 | Chiapas           | 4°         | Cuartos de final |
| Clausura 2016 | Chiapas           | 18°        | No calificó      |
| Apertura 2016 | América4          | 5°         | Subcampeón       |
| Clausura 2017 | América           | 9°         | No calificó      |
| Clausura 2019 | Toluca            | 9°         | No calificó      |
| Apertura 2019 | Toluca            | Cesado     |                  |
| (1) Título se le atribuye a Alberto Jorge, ya que Ricardo LaVolpe en ese momento dirigía también a la Selección Mexicana. 2 En la jornada 4, renuncia por motivos de salud. 3 Llega en la jornada 14 sustituyendo a José Luis Real. 4 Llega en la jornada 11 sustituyendo a Ignacio Ambriz. |                   |            |                  |

## Palmarés

### Como jugador

#### Campeonatos nacionales
| Título                           | Club     | Sede     | Año  |
| -------------------------------- | -------- | -------- | ---- |
| Campeonato de Primera División B | Banfield | Banfield | 1973 |

#### Campeonatos internacionales
| Título                  | Selección | Sede         | Año  |
| ----------------------- | --------- | ------------ | ---- |
| Copa Mundial de la FIFA | Argentina | Buenos Aires | 1978 |

### Como entrenador

#### Campeonatos nacionales
| Título                     | Club    | Sede      | Año     |
| -------------------------- | ------- | --------- | ------- |
| Primera División de México | Atlante | Monterrey | 1992/93 |

#### Campeonatos internacionales
| Título                     | Selección     | Sede        | Año  |
| -------------------------- | ------------- | ----------- | ---- |
| Copa de Oro de la Concacaf | México        | México DF   | 2003 |
| Preolímpico de la Concacaf | México sub-23 | Guadalajara | 2004 |

#### Distinciones individuales
| Distinción                               | Año     |
| ---------------------------------------- | ------- |
| Mejor Entrenador Primera División        | 1992/93 |
| Nombrado Entrenador histórico del Toluca | 2017    |